# Pernek (Přední Výtoň)
Pernek nebo také Bernek (něm. Berneck) je zaniklá osada v obvodu obce Přední Výtoň v okrese Český Krumlov.

## Historie
První písemná zmínka o osadě Pernek pochází z roku 1379, kdy byla uváděna jako Pernek ad castr. Witigstein. Antonín Profous usuzuje, že název osady byl odvozen z německého Bärenecke ve významu Medvědí kout. Byl zde mlýn ze 14. století s názvem Trompelmühle.

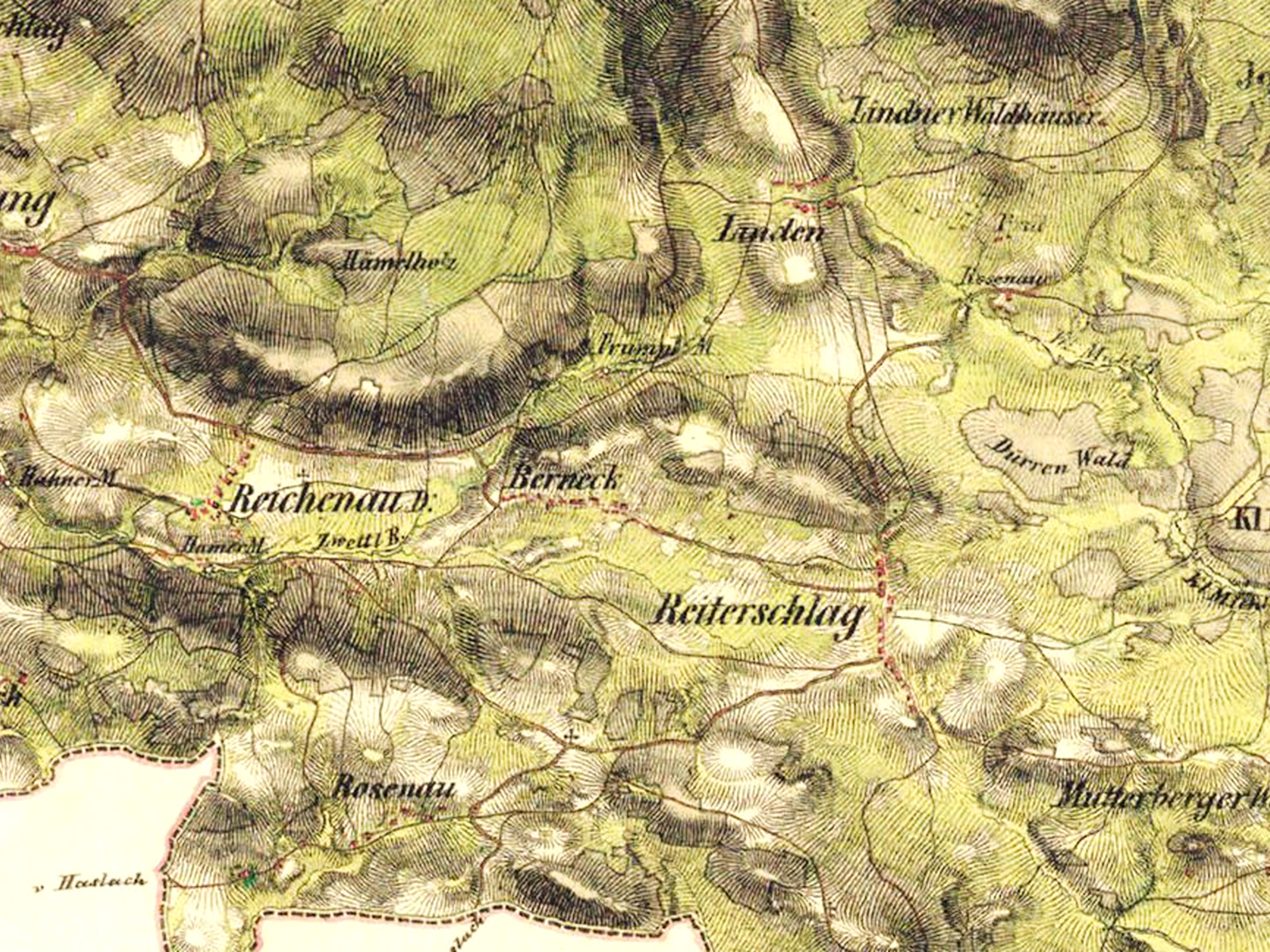
Pernek (Berneck) na mapě z poloviny 19. století

V druhé polovině 19. stol. a během první republiky byl Pernek veden pod názvem Bernek jako osada obce Reiterschlag (později Pasečná). V roce 1930 zde stálo 27 domů a žilo 152 obyvatel; byl zde fotoateliér. Po 2. světové válce byl Pernek osadou obce Frymburk. V roce 1950 zde žilo už jen 41 obyvatel. V dalších letech osada zanikla a domy byly zbourány. Pernek patřil do obvodu římskokatolické farnosti Rychnůvek.